# Top 14 2017-18
El campeonato de rugby XV de Francia de 2017-18, más conocido como Top 14 2017-18 fue la 119ª edición del campeonato francés de rugby union. En este campeonato se enfrentan los catorce mejores equipos de Francia.
El último campeón del Top 14 es el Clermont que venció al Toulon por 22-16 en la final disputada en el Estadio de Francia.
Los dos equipos que ascendieron del ProD2 son Oyonnax y Agen. Mientras que Grenoble y Bayonne perdieron su plaza en el Top 14 y jugaran en la segunda categoría del rugby francés.

## Equipos participantes
| Equipo                | Ciudad             | Estadio                                 | Capacidad     | Entrenador(es)                        |
| --------------------- | ------------------ | --------------------------------------- | ------------- | ------------------------------------- |
| SU Agen               | Agén               | Stade Armandie                          | 14 000        | Mauricio Reggiardo Stéphane Prosper   |
| Union Bordeaux Bègles | Burdeos            | Stade Jacques Chaban-Delmas             | 34 694        | Raphaël Ibañez                        |
| CA Brive              | Brive-la-Gaillarde | Estadio Amédée Domenech                 | 13 979        | Nicolas Godignon                      |
| Castres Olympique     | Castres            | Stade Pierre-Antoine                    | 11 500        | Christophe Urios                      |
| ASM Clermont          | Clermont-Ferrand   | Parc des Sports Marcel Michelin         | 19 022        | Franck Azéma                          |
| Lyon OU               | Lyon               | Estadio Gerland                         | 25 000        | Matthieu Lazerges Raphaël Saint-André |
| Montpellier HRC       | Montpellier        | Altrad Stadium                          | 15 697        | Vern Cotter                           |
| US Oyonnax            | Oyonnax            | Stade Charles-Mathon                    | 11 400        | Johann Authier                        |
| Racing 92             | Nanterre           | Estadio Olímpico Yves-du-Manoir U-Arena | 14 000 32 000 | Laurent Labit Laurent Travers         |
| Section Paloise       | Pau                | Estadio du Hameau                       | 18 000        | Simon Mannix                          |
| Stade Français        | París              | Estado Jean-Bouin                       | 20 000        | Greg Cooper                           |
| Stade Rochelais       | La Rochelle        | Stade Marcel-Deflandre                  | 15 000        | Patrice Collazo Xavier Garbajosa      |
| Stade Toulousain      | Toulouse           | Stade Ernest-Wallon                     | 19 500        | Ugo Mola                              |
| RC Toulon             | Tolón              | Stade Mayol                             | 18 000        | Fabien Galthié                        |

### Equipos por regiones
En Francia los equipos más veteranos de la competición pertenecen a la región de la Isla de Francia, pero actualmente son los equipos de la región del mediodía francés los que más presencia tienen, siendo 12 de los 14 equipos que participan en esta competición de la zona sur del país, mientras que los dos restantes pertenecen a la citada Isla de Francia.
| Región | N.º | Equipos                                                | Mapa |
| --- | --- | ------------------------------------------------------ | --- |
| Nueva Aquitania | 5   | Agen Bordeaux Bègles Brive Section Paloise La Rochelle | \| Agen Section Paloise Lyon OU Castres Olympique Stade Français Racing 92 Montpellier HR RC Toulon Oyonnax Stade Toulousain Union Bordeaux Bègles ASM Clermont Stade Rochelais CA Brive \| |
| Occitania | 3   | Castres Montpellier Stade Toulousain                   | \| Agen Section Paloise Lyon OU Castres Olympique Stade Français Racing 92 Montpellier HR RC Toulon Oyonnax Stade Toulousain Union Bordeaux Bègles ASM Clermont Stade Rochelais CA Brive \| |
| AURA | 3   | ASM Clermont Oyonnax Lyon OU                           | \| Agen Section Paloise Lyon OU Castres Olympique Stade Français Racing 92 Montpellier HR RC Toulon Oyonnax Stade Toulousain Union Bordeaux Bègles ASM Clermont Stade Rochelais CA Brive \| |
| Isla de Francia | 2   | Racing 92 Stade Français                               | \| Agen Section Paloise Lyon OU Castres Olympique Stade Français Racing 92 Montpellier HR RC Toulon Oyonnax Stade Toulousain Union Bordeaux Bègles ASM Clermont Stade Rochelais CA Brive \| |
| PACA | 1   | RC Toulon                                              | \| Agen Section Paloise Lyon OU Castres Olympique Stade Français Racing 92 Montpellier HR RC Toulon Oyonnax Stade Toulousain Union Bordeaux Bègles ASM Clermont Stade Rochelais CA Brive \| |
| Agen Section Paloise Lyon OU Castres Olympique Stade Français Racing 92 Montpellier HR RC Toulon Oyonnax Stade Toulousain Union Bordeaux Bègles ASM Clermont Stade Rochelais CA Brive |     |                                                        | |

## Clasificación
Actualizado a últimos partidos disputados el 5 de mayo de 2018 (26.ª Jornada).
|  |     | Equipos          |             | PJ | PG | PE | PP | PF  | PC  | Dif  | PBO | PBD | Pts |
|  | --- | ---------------- | ----------- | -- | -- | -- | -- | --- | --- | ---- | --- | --- | --- |
|  | 1.  | Montpellier      | Sin cambios | 26 | 17 | 0  | 9  | 752 | 559 | +193 | 12  | 1   | 81  |
|  | 2.  | Racing 92        | Sin cambios | 26 | 18 | 0  | 8  | 622 | 475 | +144 | 5   | 3   | 80  |
|  | 3.  | Stade Toulousain | Sin cambios | 26 | 16 | 1  | 9  | 719 | 595 | +124 | 4   | 4   | 74  |
|  | 4.  | Toulon           | Sin cambios | 26 | 14 | 0  | 12 | 766 | 507 | +259 | 9   | 8   | 73  |
|  | 5.  | Lyon             | Sin cambios | 26 | 15 | 0  | 11 | 689 | 541 | +148 | 7   | 3   | 70  |
|  | 6.  | Castres          | Sin cambios | 26 | 15 | 0  | 11 | 638 | 624 | +14  | 4   | 5   | 69  |
|  | 7.  | La Rochelle      | Sin cambios | 26 | 14 | 1  | 11 | 686 | 531 | +155 | 6   | 3   | 67  |
|  | 8.  | Section Paloise  | Sin cambios | 26 | 15 | 0  | 11 | 590 | 584 | +6   | 2   | 4   | 66  |
|  | 9.  | Clermont (T)     | Sin cambios | 26 | 11 | 1  | 14 | 629 | 687 | -58  | 4   | 4   | 54  |
|  | 10. | Bordeaux Bègles  | Sin cambios | 26 | 10 | 1  | 15 | 557 | 623 | -66  | 2   | 4   | 48  |
|  | 11. | Agen (P)         | Sin cambios | 26 | 10 | 0  | 16 | 537 | 757 | -220 | 2   | 4   | 46  |
|  | 12. | Stade Français   | Sin cambios | 26 | 9  | 0  | 17 | 540 | 740 | -200 | 2   | 4   | 42  |
|  | 13. | Oyonnax (P)      | Sin cambios | 26 | 7  | 3  | 16 | 566 | 824 | -258 | 1   | 4   | 39  |
|  | 14. | Brive            | Sin cambios | 26 | 7  | 1  | 18 | 485 | 726 | -241 | 1   | 5   | 36  |

Pts = Puntos totales; PJ = Partidos Jugados; G = Partidos Ganados; E = Partidos Empatados; P = Partidos Perdidos; PF = Puntos a favor; PC = Puntos en contra; Dif = Diferencia de puntos; PBO = Bonus ofensivos; PBD = Bonus defensivos
|  | Campeón 2017/18                                                                      |
|  | Clasificados directamente a semifinales y promovidos para la Copa de Europa 2018/19. |
|  | Clasificados para la reclasificación y promovidos para la Copa de Europa 2018/19.    |
|  | Clasificado para la fase de clasificación de la Copa de Europa 2018/19.              |
|  | Repechaje con finalista de la ProD2                                                  |
|  | Descenso a ProD2                                                                     |
|  | (T) Campeón 2016/17                                                                  |
|  | (P) Ascensos de ProD2 para esta temporada.                                           |

## Resultados

### Fase regular
La Fase regular del Top 14 dura un total de 26 jornadas, la primera de ellas los días 26 y 27 de agosto de 2017; y la última el 12 de mayo de 2018.

#### Ida
| Jornada 1       | Jornada 1 | Jornada 1        | Jornada 1                       | Jornada 1    | Jornada 1 |
| Local           | Resultado | Visitante        | Estadio                         | Fecha        | Hora      |
| --------------- | --------- | ---------------- | ------------------------------- | ------------ | --------- |
| Oyonnax         | 23 - 23   | Stade Toulousain | Stade Charles-Mathon            | 26 de agosto | 15:10     |
| Racing 92       | 25 - 21   | Castres          | Estadio Olímpico Yves-du-Manoir | 26 de agosto | 18:00     |
| Montpellier     | 48 - 19   | Agen             | Estadio Altrad                  | 26 de agosto | 18:00     |
| Stade Français  | 16 - 25   | Lyon             | Estado Jean-Bouin               | 26 de agosto | 18:00     |
| Brive           | 10 - 19   | La Rochelle      | Estadio Amédée Domenech         | 26 de agosto | 18:00     |
| Bordeaux Bègles | 32 - 25   | Clermont         | Stade Jacques Chaban-Delmas     | 26 de agosto | 20:45     |
| Toulon          | 41 - 14   | Section Paloise  | Stade Mayol                     | 27 de agosto | 17:00     |

| Jornada 2        | Jornada 2 | Jornada 2       | Jornada 2                       | Jornada 2       | Jornada 2 |
| Local            | Resultado | Visitante       | Estadio                         | Fecha           | Hora      |
| ---------------- | --------- | --------------- | ------------------------------- | --------------- | --------- |
| Agen             | 23 - 19   | Racing 92       | Stade Armandie                  | 2 de septiembre | 14:45     |
| Stade Français   | 35 - 24   | La Rochelle     | Estado Jean-Bouin               | 2 de septiembre | 16:45     |
| Montpellier      | 37 - 6    | Oyonnax         | Estadio Altrad                  | 2 de septiembre | 18:45     |
| Lyon             | 29 - 14   | Brive           | Estadio Gerland                 | 2 de septiembre | 18:45     |
| Castres          | 33 - 19   | Bordeaux Bègles | Stade Pierre-Antoine            | 2 de septiembre | 18:45     |
| Stade Toulousain | 23 - 19   | Section Paloise | Stade Ernest-Wallon             | 2 de septiembre | 20:45     |
| Clermont         | 21 - 16   | Toulon          | Parc des Sports Marcel Michelin | 3 de septiembre | 16:50     |

| Jornada 3       | Jornada 3 | Jornada 3        | Jornada 3                   | Jornada 3        | Jornada 3 |
| Local           | Resultado | Visitante        | Estadio                     | Fecha            | Hora      |
| --------------- | --------- | ---------------- | --------------------------- | ---------------- | --------- |
| La Rochelle     | 51 - 20   | Clermont         | Stade Marcel-Deflandre      | 9 de septiembre  | 14:45     |
| Bordeaux Bègles | 30 - 10   | Stade Français   | Stade Jacques Chaban-Delmas | 9 de septiembre  | 18:00     |
| Oyonnax         | 12 - 10   | Agen             | Stade Charles-Mathon        | 9 de septiembre  | 18:00     |
| Brive           | 6 - 25    | Racing 92        | Estadio Amédée Domenech     | 9 de septiembre  | 18:00     |
| Castres         | 17 - 22   | Montpellier      | Stade Pierre-Antoine        | 9 de septiembre  | 20:45     |
| Section Paloise | 30 - 14   | Lyon             | Estadio du Hameau           | 10 de septiembre | 12:30     |
| Toulon          | 20 - 16   | Stade Toulousain | Stade Mayol                 | 10 de septiembre | 16:50     |

| Jornada 4        | Jornada 4 | Jornada 4       | Jornada 4                       | Jornada 4        | Jornada 4 |
| Local            | Resultado | Visitante       | Estadio                         | Fecha            | Hora      |
| ---------------- | --------- | --------------- | ------------------------------- | ---------------- | --------- |
| Stade Toulousain | 53 - 17   | Stade Français  | Stade Ernest-Wallon             | 16 de septiembre | 14:45     |
| Lyon             | 49 - 14   | Bordeaux Bègles | Estadio Gerland                 | 16 de septiembre | 18:00     |
| Section Paloise  | 28 - 13   | Castres         | Estadio du Hameau               | 16 de septiembre | 18:00     |
| Agen             | 15 - 20   | La Rochelle     | Stade Armandie                  | 16 de septiembre | 18:00     |
| Clermont         | 62 - 6    | Brive           | Parc des Sports Marcel Michelin | 16 de septiembre | 20:45     |
| Racing 92        | 25 - 13   | Oyonnax         | Estadio Olímpico Yves-du-Manoir | 17 de septiembre | 12:30     |
| Montpellier      | 43 - 20   | Toulon          | Estadio Altrad                  | 17 de septiembre | 16:50     |

| Jornada 5       | Jornada 5 | Jornada 5        | Jornada 5                       | Jornada 5        | Jornada 5 |
| Local           | Resultado | Visitante        | Estadio                         | Fecha            | Hora      |
| --------------- | --------- | ---------------- | ------------------------------- | ---------------- | --------- |
| Clermont        | 23 - 21   | Racing 92        | Parc des Sports Marcel Michelin | 23 de septiembre | 14:45     |
| Bordeaux Bègles | 47 - 17   | Montpellier      | Stade Jacques Chaban-Delmas     | 23 de septiembre | 18:00     |
| Agen            | 14 - 20   | Section Paloise  | Stade Armandie                  | 23 de septiembre | 18:00     |
| La Rochelle     | 57 - 12   | Oyonnax          | Stade Marcel-Deflandre          | 23 de septiembre | 18:00     |
| Brive           | 19 - 22   | Stade Toulousain | Estadio Amédée Domenech         | 23 de septiembre | 20:45     |
| Lyon            | 31 - 12   | Castres          | Estadio Gerland                 | 24 de septiembre | 12:30     |
| Stade Français  | 15 - 19   | Toulon           | Estado Jean-Bouin               | 24 de septiembre | 16:50     |

| Jornada 6        | Jornada 6 | Jornada 6       | Jornada 6                       | Jornada 6        | Jornada 6 |
| Local            | Resultado | Visitante       | Estadio                         | Fecha            | Hora      |
| ---------------- | --------- | --------------- | ------------------------------- | ---------------- | --------- |
| Toulon           | 26 - 20   | La Rochelle     | Stade Mayol                     | 30 de septiembre | 14:45     |
| Section Paloise  | 23 - 25   | Stade Français  | Estadio du Hameau               | 30 de septiembre | 18:00     |
| Stade Toulousain | 30 - 10   | Agen            | Stade Ernest-Wallon             | 30 de septiembre | 18:00     |
| Oyonnax          | 9 - 39    | Bordeaux Bègles | Stade Charles-Mathon            | 30 de septiembre | 18:00     |
| Racing 92        | 17 - 20   | Lyon            | Estadio Olímpico Yves-du-Manoir | 30 de septiembre | 20:45     |
| Montpellier      | 54 - 10   | Brive           | Estadio Altrad                  | 1 de octubre     | 12:30     |
| Castres          | 29 - 23   | Clermont        | Stade Pierre-Antoine            | 1 de octubre     | 16:50     |

| Jornada 7        | Jornada 7 | Jornada 7       | Jornada 7                 | Jornada 7    | Jornada 7 |
| Local            | Resultado | Visitante       | Estadio                   | Fecha        | Hora      |
| ---------------- | --------- | --------------- | ------------------------- | ------------ | --------- |
| Stade Français   | 31 - 20   | Montpellier     | Estado Jean-Bouin         | 7 de octubre | 14:45     |
| Bordeaux Bègles  | 30 - 27   | Toulon          | Estadio Matmut Atlantique | 7 de octubre | 16:45     |
| Oyonnax          | 16 - 19   | Section Paloise | Stade Charles-Mathon      | 7 de octubre | 18:45     |
| Brive            | 27 - 22   | Castres         | Estadio Amédée Domenech   | 7 de octubre | 18:45     |
| Agen             | 6 - 25    | Lyon            | Stade Armandie            | 7 de octubre | 20:45     |
| La Rochelle      | 16 - 9    | Racing 92       | Stade Marcel-Deflandre    | 8 de octubre | 16:50     |
| Stade Toulousain | 28 - 18   | Clermont        | Stade Ernest-Wallon       | 8 de octubre | 21:00     |

| Jornada 8       | Jornada 8 | Jornada 8        | Jornada 8                       | Jornada 8      | Jornada 8 |
| Local           | Resultado | Visitante        | Estadio                         | Fecha          | Hora      |
| --------------- | --------- | ---------------- | ------------------------------- | -------------- | --------- |
| Toulon          | 41 - 24   | Brive            | Stade Mayol                     | 28 de octubre  | 14:45     |
| Racing 92       | 29 - 13   | Bordeaux Bègles  | Estadio Olímpico Yves-du-Manoir | 28 de octubre  | 18:00     |
| Section Paloise | 16 - 22   | Montpellier      | Estadio du Hameau               | 28 de octubre  | 18:00     |
| Lyon            | 52 - 18   | Oyonnax          | Estadio Gerland                 | 28 de octubre  | 18:00     |
| Clermont        | 33 - 10   | Stade Français   | Parc des Sports Marcel Michelin | 28 de octubre  | 20:45     |
| Castres         | 43 - 28   | Agen             | Stade Pierre-Antoine            | 29 de octubere | 12:30     |
| La Rochelle     | 37 - 21   | Stade Toulousain | Stade Marcel-Deflandre          | 29 de octubere | 16:50     |

| Jornada 9        | Jornada 9 | Jornada 9       | Jornada 9                       | Jornada 9      | Jornada 9 |
| Local            | Resultado | Visitante       | Estadio                         | Fecha          | Hora      |
| ---------------- | --------- | --------------- | ------------------------------- | -------------- | --------- |
| Stade Toulousain | 38 - 37   | Bordeaux Bègles | Stade Ernest-Wallon             | 4 de noviembre | 14:45     |
| Oyonnax          | 19 - 32   | Castres         | Stade Charles-Mathon            | 4 de noviembre | 18:30     |
| Racing 92        | 23 - 20   | Section Paloise | Estadio Olímpico Yves-du-Manoir | 4 de noviembre | 18:30     |
| Lyon             | 15 - 19   | La Rochelle     | Estadio Gerland                 | 4 de noviembre | 18:30     |
| Agen             | 26 - 24   | Toulon          | Stade Armandie                  | 4 de noviembre | 20:45     |
| Brive            | 20 - 19   | Stade Français  | Estadio Amédée Domenech         | 5 de noviembre | 12:30     |
| Montpellier      | 28 - 24   | Clermont        | Estadio Altrad                  | 5 de noviembre | 16:50     |

### Fase eliminatoria
|  | Reclasificación | Reclasificación  | Reclasificación |           |    | Semifinales | Semifinales | Semifinales |  |   | Final       | Final | Final |  |
|  |                 |                  |                 |           |    |             |             |             |  |   |             |       |       |  |
|  |                 |                  |                 |           |    |             |             |             |  |   |             |       |       |  |
|  |                 |                  |                 |           |    |             |             |             |  |   |             |       |       |  |
|  |                 |                  |                 |           |    |             |             |             |  |   |             |       |       |  |
|  |                 |                  |                 |           |    |             |             |             |  |   |             |       |       |  |
|  |                 | 1                | Montpellier     | 40        |    |             |             |             |  |   |             |       |       |  |
|  |                 |                  |                 | 40        |    |             |             |             |  |   |             |       |       |  |
|  |                 |                  | 5               | Lyon      | 14 |             |             |             |  |   |             |       |       |  |
|  | 4               | Toulon           | 5               | Lyon      | 14 | 19          |             |             |  |   |             |       |       |  |
|  | 4               | Toulon           |                 |           |    |             |             |             |  |   |             |       |       |  |
|  | 5               | Lyon             | 19              |           |    |             |             |             |  |   |             |       |       |  |
|  | 5               | Lyon             | 19              |           |    |             |             |             |  | 1 | Montpellier | 13    |       |  |
|  |                 |                  |                 |           |    |             |             |             |  | 1 | Montpellier | 13    |       |  |
|  |                 |                  | 6               | Castres   | 29 |             |             |             |  |   |             |       |       |  |
|  | 3               | Stade Toulousain | 6               | Castres   | 29 | 11          |             |             |  |   |             |       |       |  |
|  | 3               | Stade Toulousain |                 |           |    |             |             |             |  |   |             |       |       |  |
|  | 6               | Castres          | 23              |           |    |             |             |             |  |   |             |       |       |  |
|  | 6               | Castres          | 23              |           | 6  | Castres     | 19          |             |  |   |             |       |       |  |
|  |                 |                  |                 |           | 6  | Castres     | 19          |             |  |   |             |       |       |  |
|  |                 |                  | 2               | Racing 92 | 14 |             |             |             |  |   |             |       |       |  |
|  |                 |                  | 2               | Racing 92 | 14 |             |             |             |  |   |             |       |       |  |
|  |                 |                  |                 |           |    |             |             |             |  |   |             |       |       |  |
|  |                 |                  |                 |           |    |             |             |             |  |   |             |       |       |  |
|  |                 |                  |                 |           |    |             |             |             |  |   |             |       |       |  |
|  |                 |                  |                 |           |    |             |             |             |  |   |             |       |       |  |

#### Reclasificación
| 18 de mayo de 2018, 21:00 UTC (UTC+1) | Toulon | 19 - 19 (t. s.) | Lyon | Stade Mayol, Toulon                                        |                                                            |
| | Try: · Ashton 56' · Conversión: · Belleau 56' · Penales: · Belleau 37', 50' · Trinh-Duc 69', 82' · Tarjeta: · Nonu 87' hasta 97' | Reporte         | Tries: · 64' Arnold · 69' Cretin · Penales: · 24', 32', 93' Harris · Tarjeta: · 36' hasta 46' Puricelli | Asistencia: 17 885 espectadores Árbitro(s): Mathieu Raynal | Asistencia: 17 885 espectadores Árbitro(s): Mathieu Raynal |
| Conforme a las reglas de LNR, cuando un juego de postemporada termina igualado después del tiempo extra, el primer criterio para desempatar es la cantidad de tries anotados. Lyon avanzó con 2 tries a 1 de Toulon. | |                 | |                                                            |                                                            |

| 19 de mayo de 2018, 16:15 UTC (UTC+1) | Stade Toulousain                            | 11 - 23 | Castres | Estadio Ernest-Wallon, Toulouse                          |                                                          |
|                                       | Try: Ghiraldini 60' Penales: Ramos 15', 20' | Reporte | Tries: · 12', 44' Batlle · Conversiones: · 14', 45' Urdapilleta · Penales: · 25', 48' Kockott · 35' Urdapilleta · Tarjeta: · 60' Jenneker | Asistencia: 18 800 espectadores Árbitro(s): Romain Poite | Asistencia: 18 800 espectadores Árbitro(s): Romain Poite |

#### Semifinales
| 25 de mayo de 2018, 21:00 UTC (UTC+1) | Montpellier | 40 - 14 | Lyon                                          | Parc Olympique Lyonnais, Décines                           |                                                            |
|                                       | Tries: Nadolo 24' Dumoulin 38' Picamoles 48' Willemse 72' Conversiones: Pienaar 25', 39', 49', 73' Penales: Pienaar 4', 18', 43' Steyn 14' | Reporte | Try: 78' Harris Penales: 10', 23', 29' Harris | Asistencia: 58 664 espectadores Árbitro(s): Pascal Gaüzère | Asistencia: 58 664 espectadores Árbitro(s): Pascal Gaüzère |

| 26 de mayo de 2018, 16:45 UTC (UTC+1) | Racing 92                                                      | 14 - 19 | Castres                                                                              | Parc Olympique Lyonnais, Décines                           |                                                            |
|                                       | Tries: Imhoff 19' Dupichot 25' Conversiones: Iribaren 20', 26' | Reporte | Try: 8' Vaipulu Conversión: 9' Urdapilleta Penales: 11', 33', 40+1', 64' Urdapilleta | Asistencia: 56 272 espectadores Árbitro(s): Alexandre Ruiz | Asistencia: 56 272 espectadores Árbitro(s): Alexandre Ruiz |

#### Final
| 2 de junio de 2018, 20:45 UTC (UTC+1) | Montpellier                                       | 13 - 29 | Castres                                                                                                   | Estadio de Francia, Saint-Denis                           |                                                           |
|                                       | Try: Try penal 55' Penales: Steyn 12' Pienaar 34' | Reporte | Tries: 39' Dumora 76' Mafi Conversiones: 40', 77' Urdapilleta Penales: 8', 15', 19', 30', 62' Urdapilleta | Asistencia: 78 442 espectadores Árbitro(s): Jérôme Garcès | Asistencia: 78 442 espectadores Árbitro(s): Jérôme Garcès |

### Promoción/descenso
| 12 de mayo de 2018, 14:45 UTC (UTC+1)                                     | Grenoble | 47 - 22 | Oyonnax                                                                             | Stade des Alpes, Grenoble                                   |                                                             |
|                                                                           | Tries: Visinia 8', 68' Mélé 11' Oz 33' Taumolo 38' Guillemin 65' Mas 77' Conversiones: Mélé 9', 11', 34', 39' Pourteau 69' Francis 78' | Reporte | Tries: 22', 51' Ikepefan 80' Muller Conversiones: 23', 52' Botica Penal: 15' Botica | Asistencia: 18 500 espectadores Árbitro(s): Laurent Cardona | Asistencia: 18 500 espectadores Árbitro(s): Laurent Cardona |
| Grenoble logra el ascenso al Top 14 2018-19. Oyonnax pierde la categoría. | |         |                                                                                     |                                                             |                                                             |

## Resultados en detalle

### Cuadro de resultados
| Clubs            | AGE   | UBB   | CAB   | CAS   | CLE   | LOU   | MHR   | OYO   | SFR   | PAU   | RAC   | ROC   | RCT   | TOU   |
| ---------------- | ----- | ----- | ----- | ----- | ----- | ----- | ----- | ----- | ----- | ----- | ----- | ----- | ----- | ----- |
| Agen             |       | 10-15 | 27-13 | 30-3  | 27-17 | 6-25  | 31-29 | 36-21 | 29-13 | 14-20 | 23-19 | 15-20 | 26-24 | 25-52 |
| Bordeaux Bègles  | 33-23 |       | 27-27 | 6-7   | 32-25 | 19-10 | 47-17 | 20-26 | 30-10 | 19-18 | 15-39 | 29-19 | 30-27 | 19-25 |
| Brive            | 15-12 | 22-20 |       | 27-22 | 9-11  | 25-27 | 29-10 | 33-30 | 20-19 | 16-21 | 6-25  | 10-19 | 13-12 | 19-22 |
| Castres          | 43-28 | 33-19 | 37-28 |       | 29-23 | 33-22 | 17-22 | 54-3  | 28-6  | 27-29 | 13-18 | 31-15 | 20-19 | 28-23 |
| Clermont         | 35-26 | 33-3  | 62-6  | 27-31 |       | 39-18 | 29-30 | 12-18 | 33-10 | 38-14 | 23-21 | 21-17 | 21-16 | 36-26 |
| Lyon             | 71-17 | 49-14 | 29-14 | 31-12 | 36-10 |       | 32-24 | 52-18 | 44-3  | 35-23 | 22-24 | 15-19 | 15-6  | 9-17  |
| Montpellier      | 48-19 | 11-10 | 54-10 | 45-7  | 28-24 | 38-17 |       | 37-6  | 28-16 | 45-13 | 41-3  | 40-24 | 43-20 | 32-22 |
| Oyonnax          | 12-10 | 9-39  | 40-17 | 19-32 | 32-32 | 39-18 | 30-43 |       | 33-27 | 16-19 | 12-16 | 38-38 | 29-26 | 23-23 |
| Stade Français   | 34-36 | 22-12 | 30-22 | 23-17 | 50-13 | 16-25 | 31-20 | 39-35 |       | 5-40  | 27-17 | 35-24 | 15-19 | 33-37 |
| Section Paloise  | 22-33 | 27-17 | 34-15 | 28-13 | 22-21 | 30-14 | 16-22 | 33-12 | 23-25 |       | 24-15 | 18-15 | 38-26 | 11-10 |
| Racing 92        | 42-13 | 29-13 | 17-13 | 25-20 | 58-6  | 17-20 | 26-0  | 25-13 | 28-22 | 23-20 |       | 19-12 | 17-13 | 23-19 |
| La Rochelle      | 47-6  | 31-20 | 33-24 | 18-26 | 51-20 | 19-15 | 26-14 | 57-12 | 31-7  | 44-14 | 16-9  |       | 20-27 | 37-21 |
| Toulon           | 54-5  | 36-12 | 41-24 | 59-13 | 49-0  | 39-11 | 32-17 | 49-25 | 43-5  | 41-14 | 29-40 | 26-20 |       | 20-16 |
| Stade Toulousain | 30-10 | 38-37 | 45-28 | 31-41 | 28-18 | 20-27 | 22-14 | 37-15 | 53-17 | 23-19 | 42-27 | 19-14 | 18-13 |       |

|  | Victoria local |  | Empate |  | Derrota local |

### Evolución de la clasificación
| Club             | 1  | 2  | 3  | 4  | 5  | 6  | 7  | 8  | 9  | 10 | 11 | 12 | 13 | 14 | 15 | 16 | 17 | 18 | 19 | 20 | 21 | 22 | 23 | 24 | 25 | 26 |
| ---------------- | -- | -- | -- | -- | -- | -- | -- | -- | -- | -- | -- | -- | -- | -- | -- | -- | -- | -- | -- | -- | -- | -- | -- | -- | -- | -- |
| Agen             | 14 | 11 | 11 | 12 | 12 | 13 | 13 | 13 | 12 | 12 | 12 | 13 | 12 | 13 | 13 | 13 | 13 | 12 | 11 | 12 | 11 | 11 | 11 | 11 | 11 | 11 |
| Bordeaux Bègles  | 5  | 8  | 5  | 9  | 7  | 6  | 5  | 6  | 7  | 6  | 7  | 8  | 8  | 8  | 8  | 9  | 9  | 9  | 9  | 10 | 10 | 10 | 9  | 10 | 10 | 10 |
| Brive            | 12 | 14 | 14 | 14 | 14 | 14 | 14 | 14 | 13 | 13 | 13 | 12 | 13 | 12 | 12 | 12 | 12 | 13 | 13 | 13 | 14 | 13 | 13 | 14 | 14 | 14 |
| Castres          | 9  | 3  | 7  | 10 | 10 | 10 | 11 | 10 | 8  | 7  | 6  | 5  | 3  | 3  | 4  | 4  | 7  | 5  | 6  | 7  | 8  | 8  | 8  | 6  | 6  | 6  |
| Clermont         | 10 | 9  | 13 | 7  | 8  | 9  | 9  | 9  | 10 | 9  | 9  | 9  | 10 | 10 | 10 | 10 | 10 | 10 | 10 | 9  | 9  | 9  | 10 | 9  | 9  | 9  |
| La Rochelle      | 4  | 10 | 3  | 4  | 2  | 5  | 4  | 3  | 3  | 3  | 2  | 1  | 2  | 1  | 2  | 2  | 3  | 6  | 7  | 8  | 6  | 5  | 6  | 8  | 7  | 7  |
| Lyon             | 3  | 2  | 6  | 3  | 3  | 2  | 1  | 1  | 1  | 2  | 3  | 3  | 7  | 7  | 7  | 7  | 6  | 8  | 8  | 6  | 7  | 7  | 7  | 5  | 5  | 5  |
| Montpellier      | 1  | 1  | 1  | 1  | 1  | 1  | 2  | 2  | 2  | 1  | 1  | 2  | 1  | 2  | 1  | 1  | 1  | 1  | 1  | 1  | 1  | 1  | 1  | 1  | 1  | 1  |
| Oyonnax          | 8  | 12 | 9  | 11 | 11 | 12 | 12 | 12 | 14 | 14 | 14 | 14 | 14 | 14 | 14 | 14 | 14 | 14 | 14 | 14 | 13 | 14 | 14 | 13 | 13 | 13 |
| Racing 92        | 6  | 6  | 2  | 2  | 5  | 7  | 8  | 7  | 6  | 4  | 4  | 4  | 4  | 4  | 3  | 3  | 2  | 2  | 2  | 2  | 2  | 2  | 2  | 3  | 2  | 2  |
| Section Paloise  | 13 | 13 | 10 | 8  | 9  | 8  | 7  | 8  | 9  | 10 | 10 | 10 | 9  | 9  | 9  | 8  | 8  | 7  | 4  | 5  | 5  | 6  | 5  | 7  | 8  | 8  |
| Stade Français   | 11 | 7  | 12 | 13 | 13 | 11 | 10 | 11 | 11 | 11 | 11 | 11 | 11 | 11 | 11 | 11 | 11 | 11 | 12 | 11 | 12 | 12 | 12 | 12 | 12 | 12 |
| Stade Toulousain | 7  | 4  | 8  | 5  | 4  | 3  | 3  | 5  | 4  | 5  | 5  | 6  | 6  | 6  | 6  | 6  | 5  | 3  | 3  | 4  | 3  | 3  | 3  | 2  | 3  | 3  |
| Toulon           | 2  | 5  | 4  | 6  | 6  | 4  | 6  | 4  | 5  | 8  | 8  | 7  | 5  | 5  | 5  | 5  | 4  | 4  | 5  | 3  | 4  | 4  | 4  | 4  | 4  | 4  |

## Estadísticas
| Rank | Jugador              | Club             | Puntos |
| ---- | -------------------- | ---------------- | ------ |
| 1    | Ben Botica           | Oyonnax          | 308    |
| 2    | Thomas Ramos         | Stade Toulousain | 271    |
| 3    | Benjamín Urdapilleta | Castres          | 259    |
| 4    | Jules Plisson        | Stade Français   | 184    |
| 5    | Tom Taylor           | Section Paloise  | 181    |
| 6    | Jake McIntyre        | Agen             | 179    |
| 7    | Ruan Pienaar         | Montpellier      | 173    |
| 8    | Anthony Belleau      | Toulon           | 172    |
| 9    | Lionel Beauxis       | Lyon             | 167    |
| 10   | Morgan Parra         | Clermont         | 142    |

| Rank | Jugador            | Club             | Tries |
| ---- | ------------------ | ---------------- | ----- |
| 1    | Chris Ashton       | Toulon           | 23    |
| 2    | Nemani Nadolo      | Montpellier      | 18    |
| 3    | Toby Arnold        | Lyon             | 11    |
| 3    | Julien Dumora      | Castres          | 11    |
| 3    | Louis Picamoles    | Montpellier      | 11    |
| 3    | Waisea Nayacalevu  | Stade Français   | 11    |
| 3    | Watisoni Votu      | Section Paloise  | 11    |
| 8    | Armand Batlle      | Castres          | 10    |
| 8    | Baptiste Couilloud | Lyon             | 10    |
| 8    | Yoann Huget        | Stade Toulousain | 10    |
| 8    | Juan Imhoff        | Racing 92        | 10    |
| 8    | Cheslin Kolbe      | Stade Toulousain | 10    |
| 8    | Josua Tuisova      | Toulon           | 10    |

## Asistencia
| Club             | Local Juegos | Total   | Promedio | Mayor  | Menor  | % Capacidad |
| ---------------- | ------------ | ------- | -------- | ------ | ------ | ----------- |
| Agen             | 13           | 102,345 | 7,873    | 12,517 | 6,104  | 56%         |
| Bordeaux Bègles  | 13           | 285,432 | 21,956   | 36,253 | 18,251 | 60%         |
| Brive            | 13           | 134,574 | 10,352   | 12,412 | 9,447  | 74%         |
| Castres          | 13           | 130,036 | 10,003   | 12,258 | 8,691  | 80%         |
| Clermont         | 13           | 222,101 | 17,085   | 18,801 | 13,950 | 90%         |
| Lyon             | 13           | 184,041 | 14,157   | 19,205 | 10,069 | 57%         |
| La Rochelle      | 13           | 206,751 | 15,904   | 16,000 | 15,000 | 99%         |
| Montpellier      | 13           | 144,589 | 11,122   | 15,034 | 8,928  | 71%         |
| Oyonnax          | 13           | 114,775 | 8,829    | 11,400 | 7,345  | 77%         |
| Section Paloise  | 13           | 184,105 | 14,162   | 18,300 | 10,000 | 77%         |
| Racing 92        | 13           | 172,581 | 13,275   | 29,347 | 5,830  | 59%         |
| Stade Francais   | 13           | 139,175 | 10,706   | 15,350 | 5,678  | 54%         |
| Toulon           | 13           | 231,916 | 17,840   | 42,000 | 13,500 | 85%         |
| Stade Toulousain | 13           | 199,035 | 15,310   | 18,838 | 10,816 | 79%         |